# 一般システム理論
一般システム理論（いっぱんシステムりろん、General System Theory (GST)）は、ルートヴィヒ・フォン・ベルタランフィが、生命現象に対する機械論を排除するために唱えた理論である。非線形現象を数理モデルを用いて説明可能とし、分野を跨いだ数理モデルの再利用も可能にした一般システム理論の提唱は現代科学の原点となった。
20世紀前半に提唱された、現象のマクロな挙動を直接的にモデル化して扱う科学理論のことである。一般システム理論は史上初めて科学で非線形現象を説明可能にし、結果としてあらゆる分野で現象の理解が急速に進んだ。併せて、システム工学という分野も創出された。一般システム理論によって、現代科学が始まった。
19世紀までの近代科学では、原子1つ1つの挙動の寄せ集めで全ての現象を説明可能とする要素還元主義が一般的(つまりは全ての現象が線型という扱い)であり、3つ以上の原子が相互作用して起きる非線型な現象を形而上学の概念である「全体性」として説明してきた。近代科学の時代は、非線形現象について、あたかも科学的に説明出来ない「生気」が物質に付随するかのように捉えられており、「生気」の実在を巡って激しい論争が起きていた。
20世紀に入って、物理学に帰着した説明を行う要素還元主義の下で各分野の理論が成熟して来ると、各学術分野において、異分野の議論に同じような説明が多数存在する事が判明し始めた。この似た部分を抽出し、モデル化を行うことで、物理学に帰着しなくても現象の科学的な説明が行える可能性が出て来たと同時に、要素還元主義で「生気」と呼ばれた現象の客観的な説明可能性も見えてきた。その様な機運の高まりの中で、ルートヴィヒ・フォン・ベルタランフィにより、全体性の内実について、生物の構造をモデルとした有機構成による科学的な説明が行われ、多数の賛同者を集めると共に、生気論は影を潜めて行った。生物以外も含めた理論適用の過程で、全体性を支配する法則をシステムと呼び始めた。
システム理論の提唱により、全体性も科学的に説明可能となり、複雑系や自己組織化現象等、非線型な現象まで科学的にモデル化し、理解できるようになった。また、システム理論は、分野を跨いで同型な議論を再利用できるようにし、科学的な議論の効率化にも大きく貢献した。
1950年代に提唱者のルートヴィヒ・フォン・ベルタランフィを中心として、アナトール・ラポポート、ケネス・E・ボールディング、ウィリアム・ロス・アシュビー、マーガレット・ミード、グレゴリー・ベイトソンなど異なる分野の者たちが学際的な情報交換を目的として集まった「メイシー会議」で新しい学術分野の一つとして捉えられるようになった。線型な現象のみを扱う近代科学(特に要素還元主義)の時代が終焉を迎えたと共に、非線型な現象の機構を解明して利用する現代科学の時代が始まった。最新のシステム理論はオートポイエーシスであり、クオリアのような主観現象の説明を試みている。

## 概要

### 前史
完全な形でシステムという概念が現れた理論は人類史上で見てもシステム理論が初めてである。しかし、システムと言う概念が何の礎も無く突如として出現したわけではなく、システム理論の提唱以前にも生気論と機械論の対立など、システムに繋がるような議論が数世紀に渡って継続的に行われて来ていたことにまずは注意する必要がある。19世紀以前にはシステムを抽出する前提となる諸分野が未発達であったため、諸分野から完全な形でシステムを抽出して説明することが出来ず、全体性に関する種々の説明が形而上学として見做されるなどして要素還元主義の牙城を崩すには至っていなかったのである。

### 近代科学における要素還元主義からシステムへの転換
しかし、諸分野の理論体系の複雑度が増大するに連れて、近代科学自体にも限界は見え始めた。
19世紀までに推進された科学的方法である分析的・原子論的手法では生物が持つ非線形性を説明できず、形而上学的な「全体性」という概念に説明を逃げていることが問題視され続けていた。ルートヴィヒ・フォン・ベルタランフィによれば、20世紀前半から科学における学問の蛸壺化が目立ち始め、各専門分野で本質的に見て枝葉末節的あるいは重複した議論が目立って増加していたため、議論が進まなくなり、科学の進歩が阻まれようとしていた。システム理論は、この複雑化した状況を整理し、「全体性」のメカニズムを解明することで、非線形現象までを含めた高次の議論を効率良く展開する新たな科学的方法として、20世紀初頭からルートヴィヒ・フォン・ベルタランフィを中心に理論構築が開始された。
システム理論では、電子回路やコンピュータなどの人工物、生物の身体、社会集団など、ミクロからマクロまで、様々な現象における同型な法則を一旦「システム」として抽象化することで現象を整理する。この考え方は非常に大きく成功した。まず、19世紀までの近代科学の時代に「全体性」などと表現され形而上学的な扱いをされていた、非線形な現象を詳細に理解できるようになった。また、異分野間の理論の重複が激減し、科学研究の大幅な効率化までもが達成された。科学技術により成り立つ産業も様変わりし、オートメーション,コンピュータシステムなど、多様な要素が結び付いて成り立つ機械の設計において不可欠な考え方となった。
収穫加速の法則にも深く寄与している。20世紀後半にシステム理論の基礎研究と応用研究が進んで行くに連れて、非線形な現象が次々と解明され、そのメカニズムの一部は機械の設計にも取り込まれて行き、社会のインテリジェント化が急加速して行った。その勢いは現在も加速的に増大し続けおり、人間の脳機能の解明が急速に進められると共に、人間の知性を機械的に実現する汎用人工知能の開発も現実的な目標として掲げられている。
システム理論によれば、システムとは以下のようなものである。
- システムは互いに作用している要素からなるものである。
- システムは部分に還元することができない。
- システムは目的に向かって動いている。
- ひとつのシステムの中には独特の構造を持った複数の下位システムが存在する。
- 下位システムは相互に作用しあいながら調和し、全体としてまとまった存在をなしている。

システム理論は、早くから研究者が組織や相互依存の関係を述べる為に使われていた用語であった。部分から部分の組織まで；「構成要素」から「動的関係」まで移行するという点で、このシステムの考えは古典的な還元主義（その主題として一つの部分を持っている）の見地と対照的である。システムは、規則的に相互作用するか、あるいは、一緒になるとき、新しい全体を構成する活動／部分のグループを相互に関係づけられ構成される。ほとんどの場合、この全ては構成要素に見いだされることができない特性を持っている。
ルートヴィヒ・フォン・ベルタランフィ財団の文章の中で、システム理論のシステムの構想は、1600年代のゴットフリート・ライプニッツやニコラウス・クザーヌスの哲学や彼の対立者の一致（Coincidentia Oppositorum）からたどる事が出来る。複雑さ、自己組織化、結合説、適応システムといった議題は、既にノーバート・ウィーナーやウィリアム・ロス・アシュビー、ジョン・フォン・ノイマンとハインツ・フォン・フェルスターのような研究者を通して1940年代から1950年代に、サイバネティックスに近い分野で研究されていた。彼らは、最新の道具を用いず、鉛筆、紙、計算を用いて複雑なシステムを調べたという。
マーガレット・ミードとグレゴリー・ベイトソンは社会科学の中に、確かな、積極的で否定的な反響のようなシステム理論の学際的な原則をもたらすために同じく大規模な対話を行った。ジョン・フォン・ノイマンは、コンピュータを使わず、鉛筆と紙だけでセル・オートマトンと自己複製システムを発見した。アレクサンドル・リャプノフとアンリ・ポアンカレはまったくどんなコンピュータも用いずにカオス理論の基礎に取り組んだ。
同時にハワード・T・オーダム（放射エネルギー生態学者）は全体的なシステムの研究がどんなシステム尺度においてでもエネルギー論と運動学を描写することができる言語を必要としたことを認識した。彼は、電子工学の電気回路言語に基づいてこの役割を満たすために一般的なシステム、あるいは万能の言語を発展させた。この言語はエネルギーシステム言語として知られるようになった。
統計上の仕組みと複雑なシステムズ、テキサス大学オースティン校、における研究のためのイリヤ・プリゴジン、プリゴジンセンターが、生物系のために類縁体を申し出ることを提案して、緊急の固有性のために「平衡から遠く離れたシステム（英：far from equilibrium systems）」を研究した。
フランシスコ・バレーラとウンベルト・マトゥラーナのオートポイエーシスはこの分野における更なる発展をもたらした。
オンラインの論文で、Béla H. Bánáthyは「システム調査」という題の論文に次のように記した。

「システムの視点から言うと、システム調査に重要なシステム調査の自制に基づいている世界観はシステムの構成概念であるということです。最も一般的な意味で、システムが関係のウェブによって結ばれて、そして一緒に加入された地域の外形を意味します。プライマーのグループは全体行動をしてシステムをメンバーの間の関係を家族として定義します。ベルタランフィはシステムを「立ったままの関係の要素である」と定義しました。「参加することと関係を作り出すウェブを統合することは全体の新興の特性を作ります。全体のこれらの特性は部分の分析に見いだされないかもしれません。これは部分で見られることができないシステム理論は完璧の価値を持ちます」システム調査はシステムそのものなのです。
概念的なシステムとして、それは4つの相関関係を持っています、そして内部に一貫した局面が全体として作用しているようにします。システム哲学、システム理論、システム方法論そしてシステム応用です。さらに、システム調査が、規律正しい良い調査の2つの種類を受け入れます；その結論指向の照会モードはシステム知識を引き起こします、その決定指向の照会モードはシステム知識を論述と実世界の状況を取り上げるシステム方法の選択肢に適用します。」

システム社会の創設者とともに「人類の利益」が科学の目的であると論じたBéla H. Bánáthyによってもこの理論は、重要でかつ広範囲の貢献をした。

## 研究者
システム理論の研究者は3つの世代に大別される。黎明期を築いたルートヴィヒ・フォン・ベルタランフィ、ケネス・E・ボールディング、ラルフ・W・ジェラード, ジェームズ・ミラー、ジョージ・クリアー、アナトール・ラポポートらは、みな1900年から1920年の間に生まれている。彼らはそれぞれ、自然科学・社会科学の異なる分野の専門であったが、1950年代に集結し、システム理論を提唱した。これにより、システム科学の第1世代が始まることになる。また、ラッセル・エイコフ、ウィリアム・ロス・アシュビー、C.W. チャーチマンは1950年代から1960年代にかけて、システムの概念を普及させた。彼らに師事したエルヴィン・ラスロー、フリッチョフ・カプラらがシステム科学の第2世代であり、1970年代から1980年代にかけて、システム理論について論文を発表している。この潮流に則り、1980年代にシステム科学の研究に従事し始め、1990年代から論文を発表している研究者が、デボラ・ハモンドをはじめとする第3世代である。

## 調査分野

### システムダイナミクス
システム理論の局面、システムダイナミクスが複雑なシステムの原動力となる働きを理解するための方法である。その手法の基礎は、個々のコンポーネント自身としてその行動を決定することにおいて、どんなシステム - 多くの循環する、組み合っている、時々時間によって遅らせられたそのコンポーネントの間の関係 - でもの構造がしばしば同じぐらい重要であるという認識である。例はカオス理論と社会動学である。要素の特性の間にしばしばそっくりそのまま見いだされることができない - の特性があるから、ある場合には全体の行動が部分の行動に関して説明されることができないことは同じく主張される。例はそれらだけで一緒に考慮されるとき文字に存在しない意味に海膨を与えることができるこれらの文字の特性である。これは、緊密に結びついたシステムを通しての最も易しいパス順応性の人間のアプリケーションのいっそう極度にけちなプロセスとして、言語のように、さらにインテグレーションの手段を説明する。

### 社会学
システム理論は又、社会学の中で展開された。この分野で最も広く引用された学者はニクラス・ルーマンである（Luhmann 1994を参照）しかし、（Sociocyberneticsに焦点を合わせる）国際社会学的な協会の調査委員会51(Research Committee 51)メンバーのような、若干の他の人たちがそれが主に社会の運営を操作すると論じられるSociocyberneticsフィードバックループを識別しようと努めた。主として教育のエリアで行われた研究をベースにして、Raven（1995）が、例えば、首尾一貫して善意で行われた公共の行動を傷つけて、そして絶滅に向かって、急激に増加する率において、現在我々の種を率いているのはこれらの sociocybernetic プロセスであると論じた。(持続可能性を見よ) 彼はこれらのシステムプロセスの理解が我々に - すなわち、違っていることのために惑星の破壊を止めるために必要とされる一種の（常識ではない）の目標を定められた仲裁を生み出すことを許すであろうことを提案する。

### 組織的理論
組織が複雑で活動的なゴール指向のプロセスであるとき、組織理論へのシステムのアプローチは同じく重要である。組織へのシステムアプローチは頻繁に開放性 (Openness) とフィードバックを通して否定的なエントロピーを達成することに頼る。組織についての全身の意見は 学際的 と 集成的 である。換言すれば、それは、普通の「コード」をベースにして、あるいは、いっそう正確に、システム理論によって提供された正式の機構をベースにしてそれらを統合して、個々の訓練の展望を越える。システムアプローチは、システムの要素にではなく、相互関係に首位を与える。システムの新しい特性が出現するのはこれらのダイナミックな相互関係からである。
近年、システムズシンキングの分野はいっそう伝統的な還元主義的な方法を補う全体論的な方法でシステムを調査するためにテクニックを提供するために開発された。より最近の伝統では、一般システム理論が若干名によって自然科学のヒューマニズムの拡張であると考えられる。

### サイバネティックス
若干の著者が、用語「サイバネティックス」と「システム理論」、すなわち、フィードバックループを含むそれらのシステムのクラスの適切な下位グループを示すために使うが、用語「システム理論」と「サイバネティックス」は広く同義語として使用された（ここの記述は英語版Wikipediaの記事 en:Cybernetics and Systems Theory に由来するようだが、削除されてしまっているためよくわからない）。
サイバネティックス、カタストロフ理論(Catastrophe theory)、カオス理論と複合性理論がそれらの対話に関して多数の相互に相互作用している、そして相関関係を持っている部分から成り立つ複雑なシステムを説明する共通のゴールを持っている。セル・オートマトン(CA)、ニューラルネットワーク(NN)、人工知能(AI)、そして人工生命(ALife)は関連した分野である、しかしそれらは一般的な（普遍的な）複雑な（奇異な）システムを記述しようとしない。複雑なシステムについて異なった"C"-理論を比較する最も良い文脈は歴史的である、そしてそれは今、初めの純粋な数学から純粋なコンピュータサイエンスまで、異なったツールと方法論を強調する。エドワード・ローレンツが彼のコンピュータで偶然に奇妙な誘引物質を発見したカオス理論の初めから、コンピュータが情報の不可欠な情報提供者になった。人はコンピュータなしで今日複雑なシステムの研究を想像することができなかったのである。

### 浸透移行性の目的としてのシステム理論
多くの初期のシステム理論家は、科学の全ての分野からシステムを抽出することに専念していた。用語は、彼が生物学者として彼の仕事で観察していた有機体説の科学の先頭に立ち、ベルタランフィの目的が1つの下で集まらせるはずであった。一般システム理論(General System Theory)という題のベルタランフィの本に戻って来る。彼の願望は単語「システム」を、全体的のシステムに共通のそれらの原則を記述するために使うことであった。この著書で彼は以下のように書いた。”...モデルがそこに存在します。システムか部分集合を一般化するためもしくに、原則そして法律が存在します。特別な種類のシステムではなく、一般にシステムに当てはまっている普遍的な原則の理論を求めることは合法的に思われる。」（GST p.32）
しかしながら、システム理論が持つドイツ語から英語の翻訳「大惨事が荒れ狂う」はシステム理論でベルタランフィの本の見地の序文にシステム哲学者アービン・ラースロ(Ervin_Laszlo)
が記す。

「システム理論の独創的なコンセプトは、Allgemeine Systemtheorie（あるいは Lehre）でした。今「理論」（あるいは Lehre）がただ Wissenschaft(和訳：科学)として、ドイツ語で最も近い英語の単語「理論」と「科学」よりずっと広い意味を持っています。Wissenschaft は、英語の使用法に本当の科学であると思われない。Geisteswissenschaften（和訳：人文科学）を含めて、知識のどんな有機体でもです。そして理論が、経験的であるか否かにかかわらず、自明であるか、あるいは哲学的な概念のどんな体系的に公開されたセットにでも当てはまる。(Lehre が同じカテゴリーに入って来る、しかし適切に翻訳されることができない。「教育」、最も 近い同等物、教義上のそして的を外れた音。しかしながら、教義は同様にそれのために翻訳であり得る。）「それでフォン・ベルタランフィが Allgemeine Systemtheorie について話したとき、それは彼が新しい見地、科学をする新しい方法を提案していたという彼の視点と一貫していました。それが（科学的な）「一般的なシステムの理論」であることはしばしば、すなわち、「一般システム理論」に置かれた解釈で直接一貫していなかったのです。それをそんなものとして批判することは架空の相手を目指すことである。フォン・ベルタランフィはずっとより広範囲の何かを開いた、そして、我々が今知っているように、常に偽られることができて、そして通常つかのまの暮らしを持つ）一つの理論よりずっと大きい重要性について：彼は理論の開発のために新しい理論的枠組みを作成した。」